# Byron, Minnesota
Byron là một thành phố thuộc quận Olmsted, tiểu bang Minnesota, Hoa Kỳ. Năm 2010, dân số của thành phố này là 4914 người.

## Dân số
- Dân số năm 2000: 3500 người.
- Dân số năm 2010: 4914 người.